# Resource Adapter
Resource Adapter — формат файлов архивов, определяемый в спецификации Java EE Connector Architecture (JCA).
Файл Resource Adapter aRchive (RAR) подходит для развёртывания адаптации ресурсов на серверах приложений.
Стоит отметить, что расширение файла RAR, используемое для обозначения архива адаптера ресурсов, не следует путать с расширением архивов RAR одноимённого архиватора. RAR-файл архива адаптера ресурсов в действительности является файлом JAR и использует сжатие, как у ZIP.